# Buddy Childers

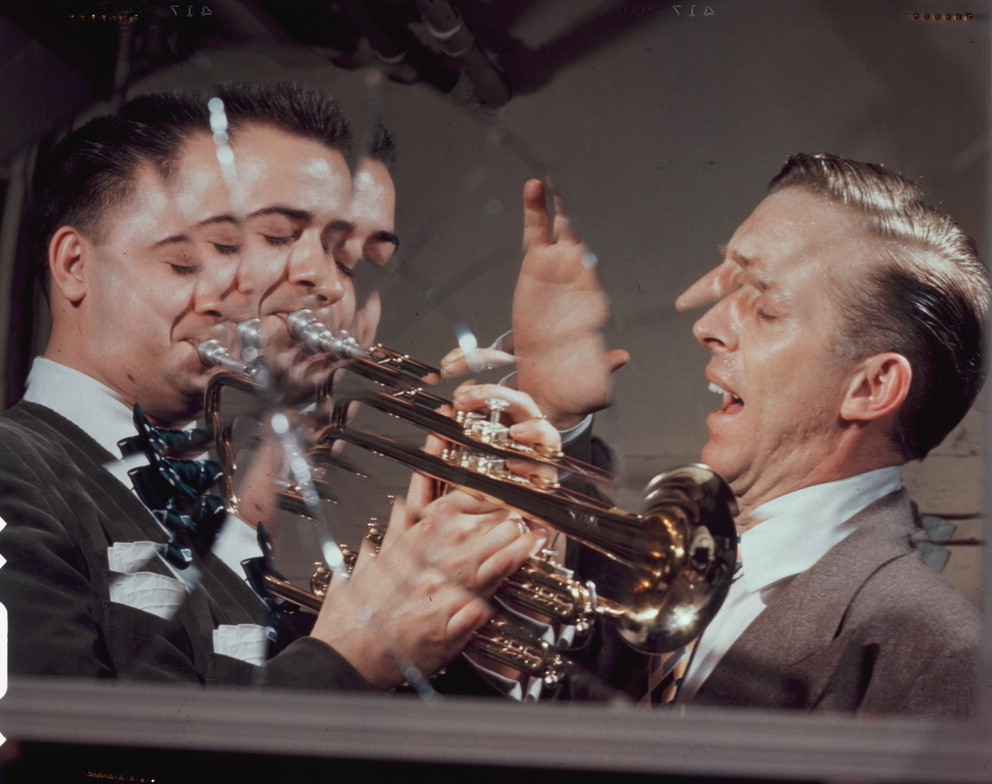
Buddy Childers und Stan Kenton, ca. 1947/48 Collage-Fotografie von William P. Gottlieb.

Marion „Buddy“ Childers (* 12. Februar 1926 in St. Louis, Missouri; † 24. Mai 2007 in Los Angeles, Kalifornien) war ein US-amerikanischer Bigband-Jazz-Trompeter.

## Biographie
Childers brachte sich mit 12 Jahren selbst Trompete bei und trat mit 14 der Musikergewerkschaft in St. Louis bei. Er wurde bekannt, als er mit nur 16 Jahren Lead-Trompeter in der Band von Stan Kenton wurde, noch vor seinem High-School-Abschluss. Nach eigenen Worten hatte er dabei Harry James und Corky Corcoran als Vorbilder, die ähnlich jung ihre ersten Bigband Engagements in einer „Name“-Band  hatten. Er wurde Lead-Trompeter, nachdem Kenton drei Trompeter feuerte, die beim Spielen pausierten. Die Position war aber bei Kenton so anstrengend, dass er, wie auch Al Porcino, einmal auf der Bühne zusammenbrach.  Mit Unterbrechungen war er 1942 bis 1954 bei Kenton. Dazwischen spielte er mit André Previn, Benny Carter, Les Brown, Vido Musso, Woody Herman (1949), Charlie Barnet (1950) und 1951 bei Tommy Dorsey. 1952 wirkte er an Stan Kentons Album New Concepts of Artistry in Rhythm mit. Danach spielte er bei Georgie Auld und nochmals bei Barnet, arbeitete dann als Freelancer in Los Angeles und 1959 bis 1966 in Las Vegas.
Danach war er bis in die 1980er Studiomusiker in Los Angeles. Ende der 1970er Jahre spielte er in der Toshiko Akiyoshi – Lew Tabackin Bigband, und ab 1983 war er musikalischer Leiter bei Frank Sinatra. In Los Angeles hatte er auch eine eigene Big Band in den 1980er und 1990er Jahren, mit der er Aufnahmen für Candid Records einspielte, und war daneben erfolgreich als Fotograf. Childers war seit 1982 Anhänger der Bahai-Religion. Die letzten zehn Jahre seines Lebens litt er an Krebs, spielte aber noch bis ein Jahr vor seinem Tod im Rollstuhl.

## Diskografie
- SAM Songs ((Fresh Sound Records, 1955/56) mit Herbie Steward, Arnold Ross, Harry Babasin)
- Just Buddy's (Candid, 1983/84)
- West Coast Quintet (Candid, 1994)
- It's What's Happening Now (Candid, 1996)